# Östra Svanaloken
Östra Svanaloken är en sjö i Bräcke kommun i Jämtland och ingår i Ljungans huvudavrinningsområde.